# Artamus cyanopterus
Artamus cyanopterus là một loài chim trong họ Artamidae.

## Hình ảnh

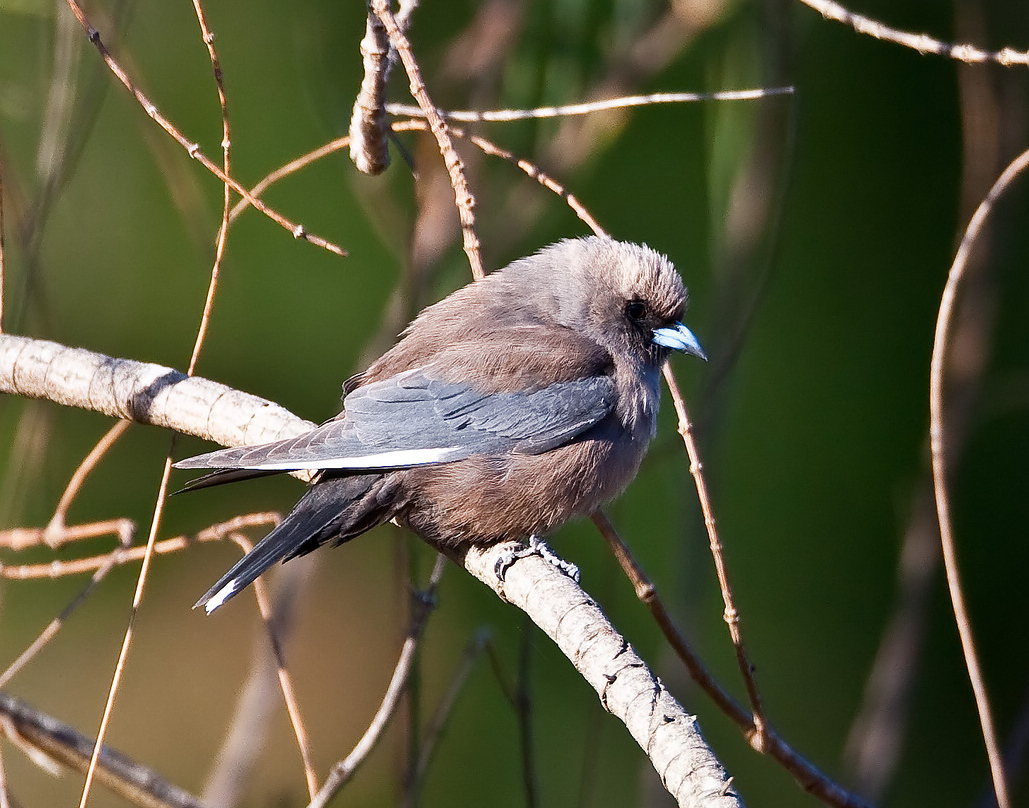
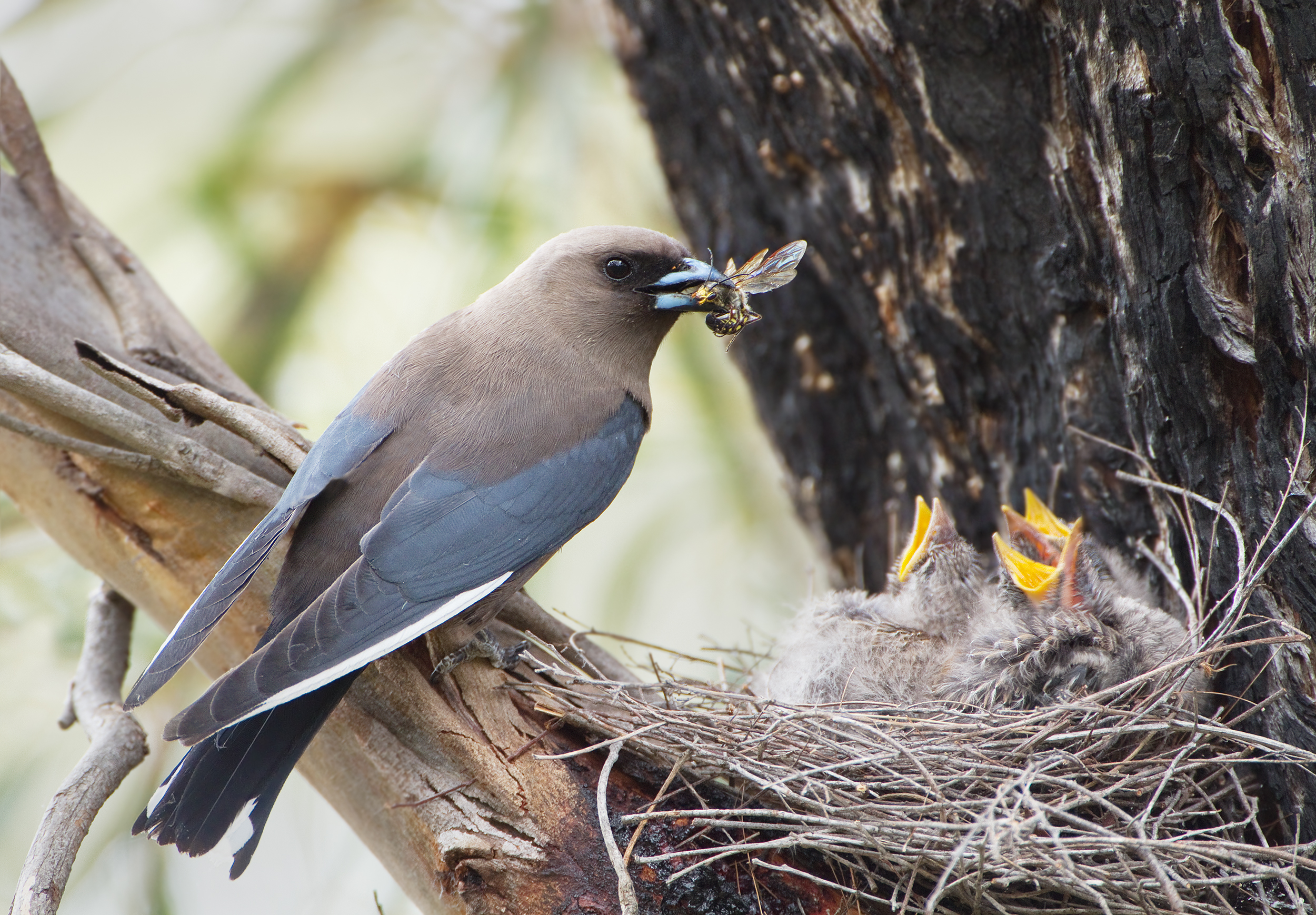
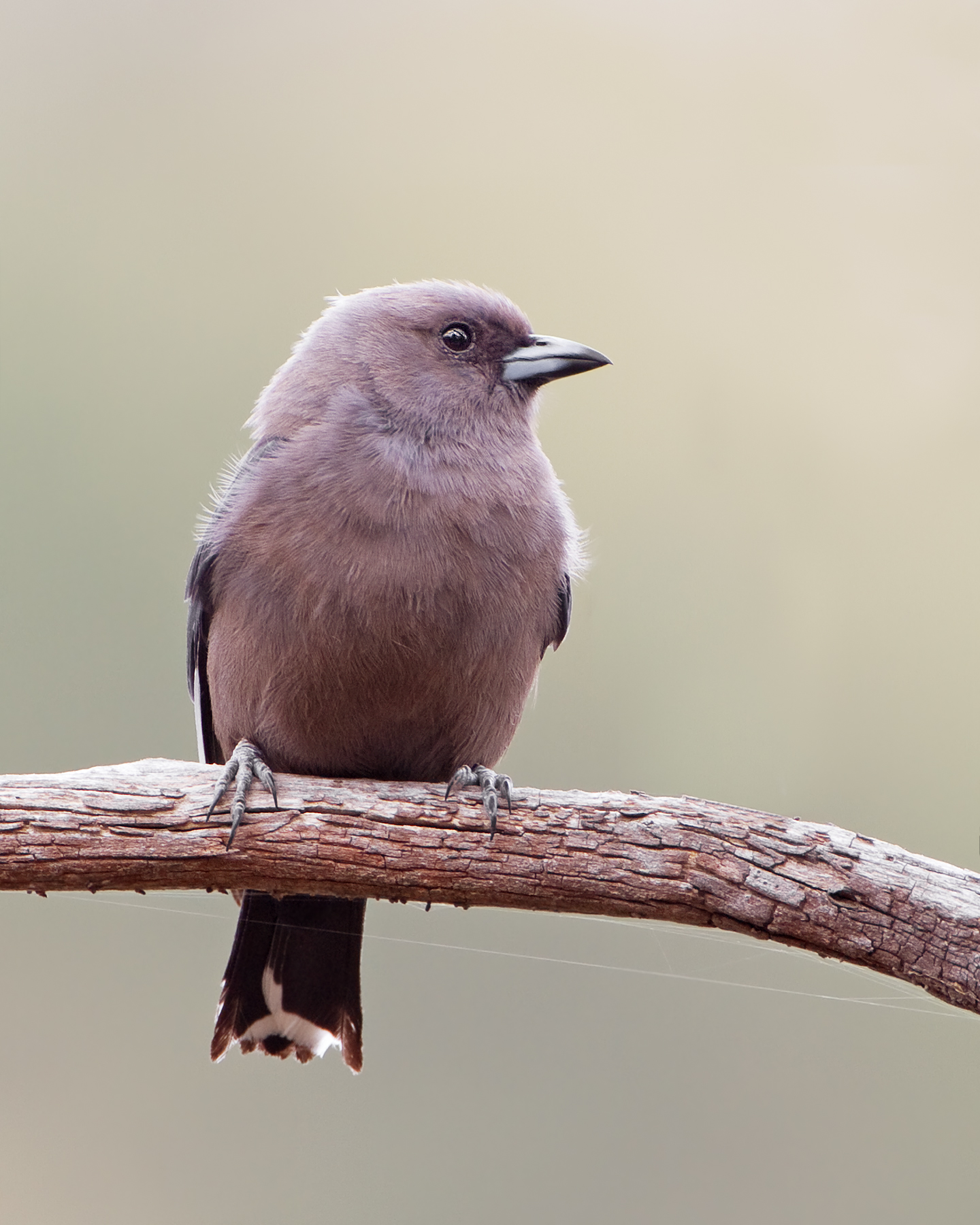
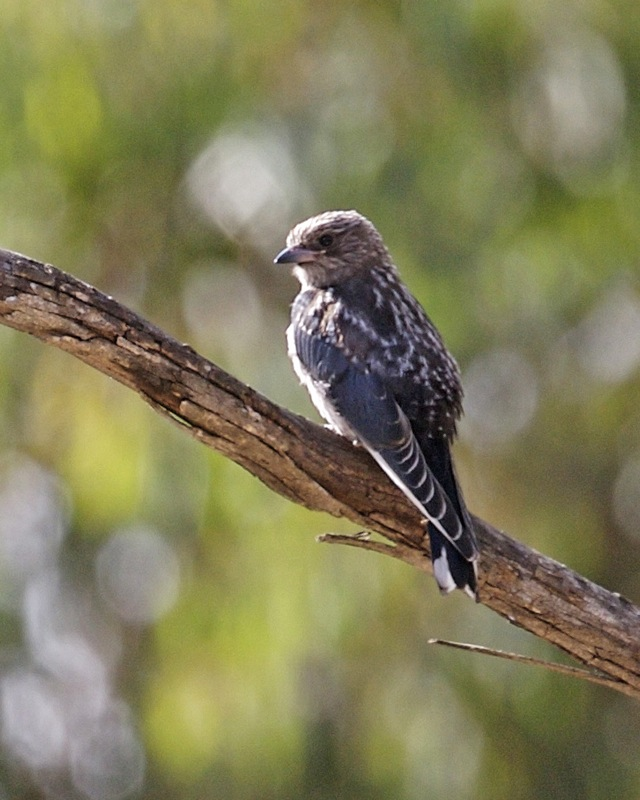